# Parišan
Parišan (perz. پریشان) je najveće slatkovodno jezero u Iranu, smješteno u aluvijalnoj kotlini podno Zagrosa odnosno u pokrajini Fars. Jezero ima površinu od 48 km², dubinu do 7,0 m i zapremninu od 144 milijuna m³, no navedene vrijednosti mogu bitno oscilirati ovisno o godišnjem dobu ili sušama zbog kojih ponekad potpuno presuši. Parišan nema stalnih pritoka i napaja se otjecanjem odnosno padalinama. Prosječna nadmorska visina površine jezera jest 819 m. Kotlina oko jezera naseljena je sa stotinjak tisuća ljudi od čega većina živi u gradu Kazerunu koji se nalazi 12 km prema sjeverozapadu. Zbog bioraznolikosti u jezeru i pripadajućim močvarama, dana 23. lipnja 1975. godine Parišan je zajedno s obližnjim Aržanom proglašen ramsarskim područjem, a godinu dana kasnije kod UNESCO-a je priznat kao rezervat biosfere.

## Zemljopis
Parišan se nalazi na središnjem dijelu Zagrosa odnosno u tektonskoj kotlini koja se usporedno s planinskim lancem pruža u smjeru sjeverozapad-jugoistok i tektonski je oblikovana tijekom mezozoika. Kotlina je prema zapadu omeđena planinama Kuh-e Šaru (1484 m), Kuh-e Keble (1806 m) i Kuh-e Mast (1686 m), a prema istoku Kuh-e Famurom (1784 m), Kuh-e Davanom (2250 m) i Kuh-e Šapurom (1552 m). U užem smislu, zapadni litoralni pojas jezera proteže se preko aluvija i vrlo je blagog nagiba, dok su dijelovi istočne obale pod brdima Kuh-e Bozom (1177 m) i Kuh-e Kučaklom (1063 m) izazito strmi. Ove se litice sastoje pretežito od vapnenca i datiraju se u oligocen i miocen. Najveća nadmorska visina površine jezera iznosi 819 m, no tijekom sušnih godišnjih doba može se spustiti za 3,0 m.
Oblik jezera je izdužen i proteže se paralelno s okolnim planinama duljinom od 14 km, a širina mu oscilira od 1,0 na južnom do 4,5 km na sjevernom dijelu. Površina se kreće između 43 i 48 km². Arheološki lokaliteti poput Bišapura i drugi toponimi imenovani prema sasanidskim vladarima svjedoče da je kotlina bila naseljena još od starog vijeka. Danas uz obale i užu okolicu Parišana živi oko 100.000 ljudi, uglavnom u gradu Kazerunu smještenom 12 km prema sjeverozapadu. Ostala naselja koja izravno gravitiraju jezeru uključuju 20-ak ruralnih zajednica su među kojima su najveće Šahrendžan, Parišan, De-Page, Konar-e Hošk i Mula-Are.

## Hidrologija
Parišan u hidrološkom i hidrogeološkom smislu pripada kompleksnoj krškoj regiji tzv. Kazerunskog slijeva (266,5 km²) čije su razvodnice određene vrhovima zapadnih planina, dok prema istoku obuhvaćaju šire područje odnosno usporednu kotlinu smještenu na 300-500 m većoj nadmorskoj visini. Paralelne planine Zagrosa geološki predstavljaju antiklinale, a aluvijalne kotline položene su na njihovim vapnenačkim vodonosnicima. U poprečnom presjeku ovaj reljef ima oblik kaskada koje se spuštaju prema jugozapadu − padaline se površinskim otjecanjem provode s planinskih padina do kotlina, a potom u obliku podzemnih voda do susjedne kotline na nižoj razini. Parišan u potpunosti ovisi o ovom hidrološkom ciklusu jer nema površinskih pritoka. Izravno je hidrogeološki povezan s dvije usporedne kotline uključujući i jezero Aržan koje je udaljeno 15 km prema sjeveroistoku i smješteno je na gotovo 1200 m većoj nadmorskoj visini. Također, u interakciji je i s nižim kotlinama na jugozapadu prema kojima godišnje prosječno otječe 4,4 m³/s.
Količina padalina zanemariva je za ovo područje i iznosi ispod 250 mm s obzirom na to da prevladava vruća pustinjska klima (BWh). Minimalne temperature zraka (8.6°C) i vode (8.2°C) zabilježene su tijekom siječnja, a maksimalne (29.8°C odnosno 28.2°C) u kolovozu. Relativna vlažnost zraka najniža je u kolovozu (32.68%) odnosno najviša tijekom veljače (79.2%). Evaporacija je najizraženija kroz srpanj (250% u odnosu na prosjek), a najniža u veljači (48,5%). Velika suša s početka 2000-ih godina kao i nekontrolirani rast poljoprivrednih aktivnosti uvjetovali su smanjenjem Parišana za 80% izvorne zapremnine. Godine 2005. pokrenut je sveobuhvatni proces održavanja u sklopu Programa Ujedinjenih naroda za razvoj kojim se jezero planira vratiti u prvobitno stanje do konca 2012. godine. U planinama oko slatkovodnog Parišana nije izražen fenomen prodiranja dijapira pa ima različite limnološke karakteristike u odnosu na velika slana jezera u Farsu kao što su Bahtegan, Maharlu ili Tašk.

## Flora i fauna
U faunu Parišana spadaju:
- Zooplanktoni − Brachionidae, Cyclopidae, Daphnidae i Notommatidae.
- Sisavci − muflon, mrki medvjed, leopard, veliki potkovnjak i južni potkovnjak.
- Ptice[1] − kudravi nesit (Pelecanus crispus), crna roda (Ciconia nigra), crvenovrata guska (Branta ruficollis), orao krstaš (Aquila heliaca), bjelonokta vjetruša (Falco naumanni) i patka kulašica (Melanitta fusca).

Flora jezera uključuje rodove Crocus, Zataria, Nepeta, Achillea, Pyrus i Juniperus.